# Chlorophorus yachovi
Chlorophorus yachovi är en skalbaggsart som beskrevs av Gianfranco Sama 1996. Chlorophorus yachovi ingår i släktet Chlorophorus och familjen långhorningar.
Artens utbredningsområde är Israel. Inga underarter finns listade i Catalogue of Life.